# José López Portillo
Pour les articles homonymes, voir José López, López et Portillo (homonymie).

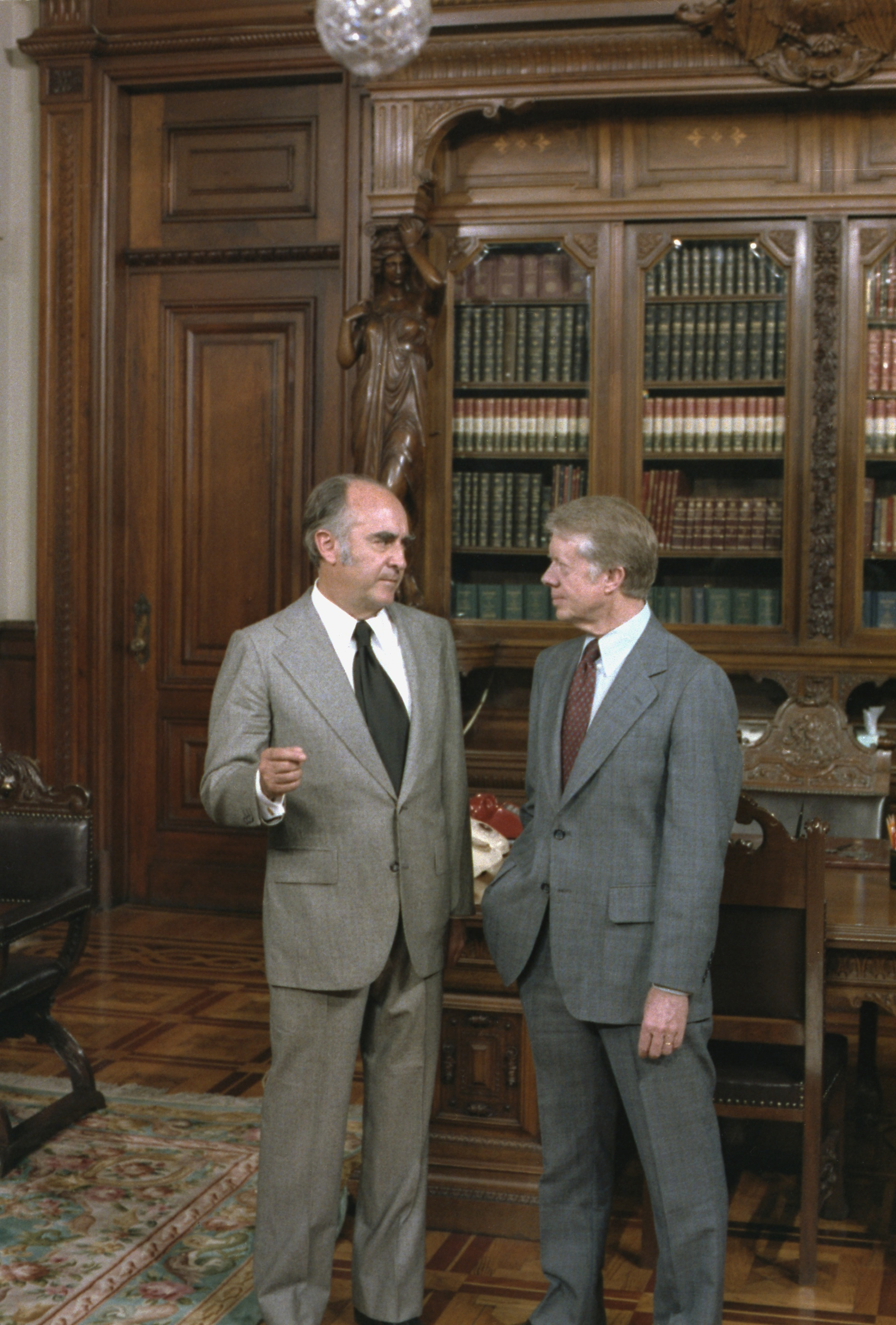
José López Portillo avec Jimmy Carter, le trente-neuvième président des États-Unis.

José López Portillo y Pacheco, né le 16 juin 1920 à Mexico et mort le 17 février 2004 dans la même ville, est un avocat et homme d'État mexicain. Il est président de la République de 1976 à 1982,,,.

## Biographie

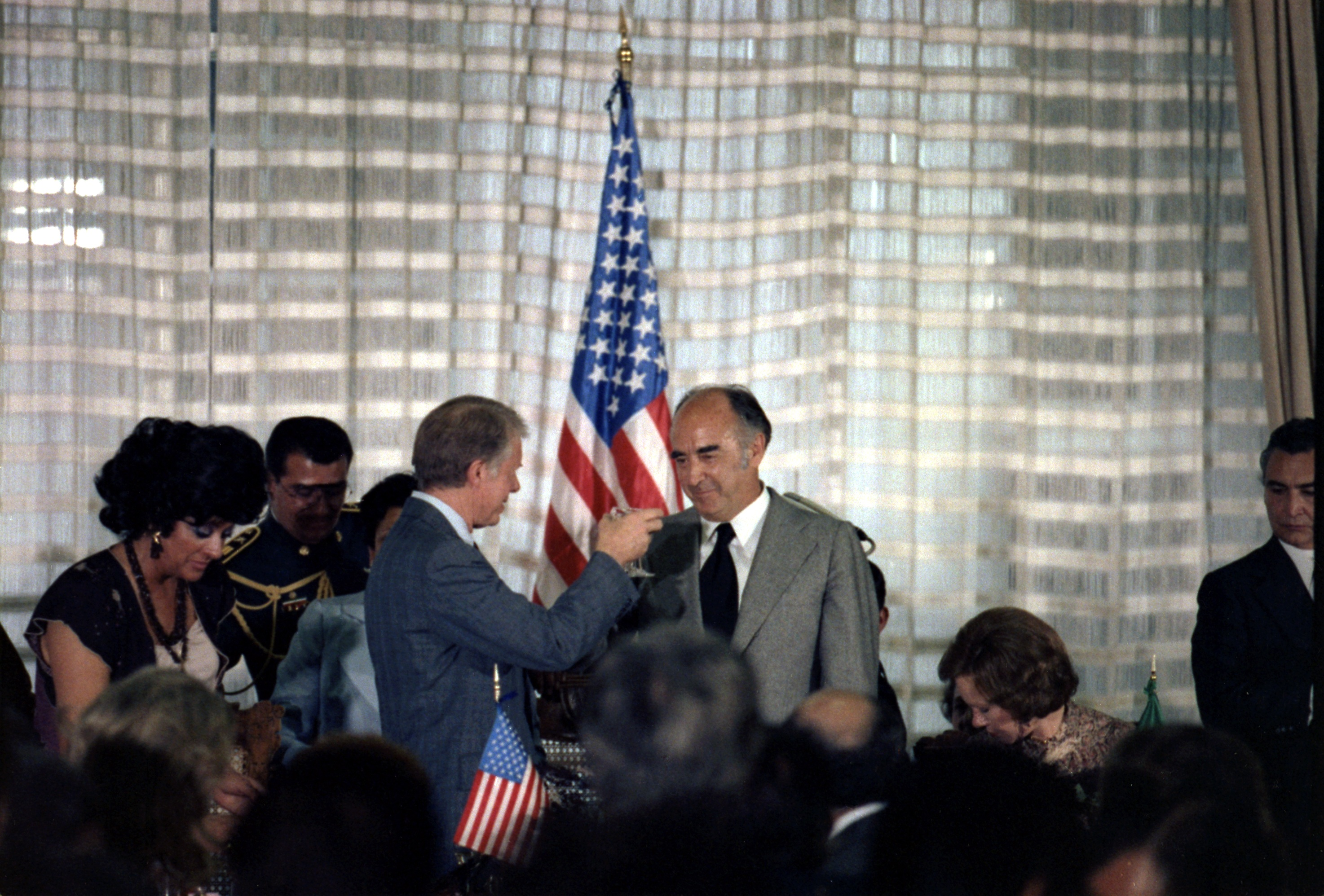
José López Portillo avec Jimmy Carter.

Fils de José López Portillo y Weber et Rosario Pacheco, il naît dans la ville de Mexico, la capitale du Mexique, au sein d'une famille d'intellectuels. Son père, lui aussi auteur mexicain, est membre de l'Académie mexicaine d'histoire. Son grand-père José López Portillo y Rojas est un écrivain du XIXe siècle ayant siégé à l'Académie mexicaine et occupé le poste de ministre dans deux gouvernements conservateurs. Sa sœur Margarita López Portillo joue un rôle dans sa vie politique. Il étudie le droit à l'université nationale autonome du Mexique (UNAM). Il épouse Carmen Romano avec qui il a trois enfants Ramón, Carmen et Paulina. En 1959, il commence sa carrière politique en entrant dans le Partido Revolucionario Institucional (PRI), parti qui domine la scène politique mexicaine pendant de nombreuses années. Il obtient en 1961 un doctorat en sciences administratives,.
Il occupe plusieurs postes dans le gouvernement des présidents qui le précèdent dont notamment le poste de ministre des finances dans le gouvernement de Luis Echeverría entre 1973 et 1975 qui le désigne comme son dauphin, car à cette époque les présidents issus du PRI avaient coutume de choisir personnellement leurs successeurs. Au cours des mois suivants Portillo lance sa campagne électorale sans devoir affronter pour ainsi dire d'adversaires, car le PAN, seul parti inscrit, refuse de présenter de candidats pour marquer son opposition. Le 1er décembre 1976, Portillo entre en fonction en tant que président du Mexique. La situation est très tendue au début de sa présidence : quelques jours auparavant Echeverría réalise l'une des plus grandes dévaluations que le pays ait jamais connues. Cependant, Portillo peut profiter de quelques atouts : il est beaucoup plus charismatique que son prédécesseur et plus populaire. De plus, le choc pétrolier combiné à la découverte de gisements de pétrole dans le golfe du Mexique (États de Veracruz et de Tabasco) permet au Mexique de devenir l'un des plus grands exportateurs au monde à cette époque et engendre l'arrivée d'une grande quantité de devises.

## Gouvernement
Malgré ces points positifs, certains considèrent le gouvernement de López Portillo comme corrompu et le critiquent pour la quantité d'emprunts contractés par le Mexique, l'hyperinflation qui mine l'économie du Mexique, mais aussi la dévaluation du peso qu'a acceptée le président après avoir promis de défendre la monnaie. Ces principales réussites se trouvent sur la scène étrangère. En effet, il organise en 1981 le Sommet international Nord-Sud pour encourager le dialogue entre les pays développés et les pays du tiers monde. Il recherche aussi une issue digne aux conflits armés qui ravagent les pays d'Amérique centrale. Il reprend les relations diplomatiques rompues avec l'Espagne lors de l'avènement du franquisme. En outre, il reçoit la visite du pape qui réalise une messe à l'air libre et retransmise en direct à la télévision. Il s'agit là d'un événement inédit. Finalement, il remporte en 1981 pour ses efforts dans la politique extérieure du pays le prix Princesse des Asturies pour la coopération internationale.
Sur le plan économique, la situation est moins bonne. Les décisions monétaires et budgétaires prises par son gouvernement contribuent à l'apparition d'une des crises les plus sévères dans l'histoire du pays. Emporté par l'euphorie des marchés, le gouvernement contracte de nombreux prêts qui, combinés à la corruption, réduisent non seulement à néant les nouveaux bénéfices apportées par Pemex - la société nationale d'exploitation du pétrole - mais gonflent de manière significative la dette extérieure, ce qui pousse Portillo à dévaluer le peso de plus de 400 %. Au cours des dernières années de son mandat, la fuite des capitaux - provoquée par la panique due à la mauvaise gestion de l'économie - contraint le gouvernement à suspendre le paiement de la dette extérieure et de nationaliser les banques. L'ordre de nationaliser le système bancaire constitue l'une des dernières mesures prises lors de son mandat. En effet, il exprime cette volonté le 1er septembre 1982, lors du discours annuel à la nation, qui lui fut inspiré par ses discussions avec l'économiste américain Lyndon Larouche[réf. nécessaire].
Le mandat de López Portillo s'achève le 1er décembre 1982. Il choisit Miguel de la Madrid, un célèbre avocat, comme successeur. Miguel de la Madrid a une importante expérience dans le domaine économique et se soucie de la santé des marchés financiers. Il a de plus réalisé des études économiques dans de prestigieuses universités à l'étranger. Éloigné de la vie politique, López Portillo se consacre à l'écriture d'une autobiographie et de quelques autres livres au succès mitigé. Sa vie privée n'arrête pas pour autant de susciter des scandales, à la suite de la relation qu'il connaît avec Rosa Luz Alegría, son ancienne ministre du tourisme. López Portillo déménage dans une luxueuse villa dans la banlieue de Mexico, ce qui augmente les suspicions de corruption. Il se marie pour la deuxième fois en 1995 avec l'actrice Sasha Montenegro, avec qui il vivait depuis plusieurs années. Elle lui donne deux enfants. Partiellement paralysé après une embolie, il connaît une fin de vie plus difficile.
Souffrant d'une complication cardiaque en raison d'une pneumonie, il est hospitalisé et meurt quelques jours plus tard à l'âge de quatre-vingt trois ans à Mexico, le mardi 17 février 2004 à 20h15.